# LOVE ALL SERVE ALL
『LOVE ALL SERVE ALL』（ラヴ・オール・サーヴ・オール）は、日本のシンガーソングライター・藤井風の2作目のアルバム。2022年3月23日にHEHN RECORDS / ユニバーサルミュージックより発売された。

## 概要
- 前作『HELP EVER HURT NEVER』以来2年ぶりのリリースとなった本アルバムには、既にリリースされている「へでもねーよ」「青春病」、自身初のテレビドラマ主題歌となった「旅路」、ストリーミング累計5億回再生を突破した「きらり」、第72回NHK紅白歌合戦でサプライズ生演奏された「燃えよ」に「まつり」「ガーデン」などの新曲6曲を加えた全11曲が収録されている。
- 「へでもねーよ」「青春病」は、藤井によってアルバム用にエディットし直されている。本アルバムについて藤井は、ラジオ番組のインタビューにおいて「前作は内省的なアルバムだったので、それに比べてもっと外に開けたもの、遊び心溢れるものにしたかった」と述べている。
- サウンドプロデューサーは、国内外問わず多岐にわたり活躍中のYaffle。前作同様、藤井とともに全楽曲のアレンジを手掛けた。
- アルバムタイトル『LOVE ALL SERVE ALL』は「全てを愛し、全てに仕えよ」を意味し[18]、父親がよく言っていたというインド発祥の言葉で『HELP EVER HURT NEVER』とセットの言葉であると語っている。

## リリース
本アルバムは、初回盤と通常盤の2形態でリリースされた。初回盤は、Disc 2に『LOVE ALL COVER ALL』と題した "Piano arranged covers" 11曲を収録した2ディスク仕様に加え、アルバムのために撮り下ろした52ページの特製フォトブックが付属する。
1月21日、2ndアルバム『LOVE ALL SERVE ALL』が、3月23日にリリースされる事が告知された。2月18日には、ジャケットと収録曲の詳細が発表された。
3月4日、リードシングル「まつり」が、3月20日に先行配信されることが発表された。また同日、初回盤の特典ディスク『LOVE ALL COVER ALL (piano arranged covers)』の収録曲が発表され、iTunes Storeでのプレオーダーもスタートし、限定特典として「旅路」「きらり」「燃えよ」ミュージックビデオが付属することも発表された。3月20日、リリースに先駆け「まつり」が、ミュージックビデオ公開と同時に先行配信された。
3月21日21時より、公式YouTubeチャンネルでアルバム先行視聴生配信「"LOVE ALL SERVE ALL" Listening Party」、22時よりYouTube Premiumでアルバム収録の6曲のミュージックビデオを振り返る「"LASA Listening YouTube Premium Afterparty"」が配信された。これに伴い、前作リリース時に配信され、非公開となっていた「"HELP EVER HURT NEVER" Listening Party」も公開された。
10月26日、本アルバムのアナログレコード盤が数量限定でリリースされた。本レコードは、カラービニール180グラム重量盤2LPで、「きらり」のインストゥルメンタルバージョン「きらり (TV MIX)」を収録したソノシートと特大ポスターが付属した。
2023年2月17日、初回盤に特典として付属した洋楽カバー11曲が収録されたボーナスディスク『LOVE ALL COVER ALL』がデジタルリリースされた。3月30日には、前作に引き続き「オフィシャル・ピアノスコア 藤井 風「LOVE ALL SERVE ALL」」をシンコーミュージックより出版した。本スコアは前作同様、アルバム収録の11曲に加え、ボーナススコアとしてピアノカバー3曲が収録されるほか、巻頭には、本人による演奏アドバイスも掲載される。

## 評価と受賞歴

### 批評
- 音楽レビューサイト・Mikikiのs.h.i.は「音楽的な広がりと全体を貫く明確なイメージの両立が絶妙で、曲順構成もとても良い。前作での2000年代J-R&B的な方向性もあって〈R&Bの人〉的イメージが定着しつつあったようにも思われる藤井 風だが、音楽的バックグラウンドやそれを駆使する発想はそこに留まらないし、本作ではこうした在り方がだいぶ前面に出てきている。ストリーミング／サブスク普及後だからこそ培われたのだろう広範な素養、過去と現在を分け隔てなく楽しみ受け入れる肌感覚が、それら全てを違和感なくまとめる天衣無縫の音楽を生む。こうした在り方は、昨年の『NHK紅白歌合戦』における活躍や、本作の圧倒的なチャートアクションも鑑みれば、藤井 風というアーティストが間もなく担おうとしている〈お茶の間〉的な立ち位置にも通じるし、『LOVE ALL SERVE ALL』（すべてを愛し、すべてに仕えよ）というアルバムタイトルはそれを実によく体現している。前作の音楽性はどちらかと言えば保守的なものだったが、本作では、そこから出発したからこそ生み出せる新鮮さ、広く根付いたスタイルの内部から境界を押し広げる力が示されている。今後の展開もいっそう楽しみになる、本当に素晴らしい作品である」とコメントし、本アルバムを〈天衣無縫のキメラ音楽〉と表現した[28]。
- Musitの安藤エヌは「『LOVE ALL SERVE ALL』はまごうことなき名盤だ。『無駄な曲は1曲も作りたくない』と言う彼が有言実行の名のもと、肥沃な精神性とそこから生み出される楽曲性を余すところなく表現したアルバム。『全てを愛し、いつも救ける』──時代の寵児によりこの世に産み落とされた2つのアルバムに冠されたタイトルは、座右の銘や願いなどではなく、藤井 風という人間が成し遂げている偉業そのものを意味した言葉なのかもしれない」とコメントした[29]。
- ロッキング・オンの古河晋は「"きらり" で始まり "旅路" で終わるこの2ndアルバムは愛に始まり愛に終わる、すべてを愛することに捧げられたアルバム。藤井 風のポップアーティストとして、この隙あらば刺される時代の中で、この世界を肯定するアティチュードは極めて正しい」とコメントした[30]。
- 「第15回CDショップ大賞」大賞＜赤＞への選出に際し、本アルバムを選出したCDショップ店員からは「内省的な印象が強かった1stから明るく軽やかに進化した2ndアルバム。「まつり」は第二のデビュー曲と自身が語るほどブレないテーマを持った大切な楽曲だそうで、歌詞から溢れる愛そのものがこのアルバムを象徴しています。曲の流れも完璧。中盤の「ガーデン」から「それでは、」「"青春病"」までの動線は特に惚れ惚れとする美しさ。ラスト「旅路」のイントロで、ここまでのすべてをふんわり優しく包んでくれる安堵感と言ったら。「damn」のセルフライナーノーツでも語られたように、まずは自分を愛すること、その大切さも今作を理解するキーポイント。内面に差し込んだ光がもっと澄み渡っていくような気持ちになり、人として根源的な感覚を刺激されます。この奥深い幸福感をぜひ。」「今回のアルバムは、とにかく徳が高い！どこか懐かしさを覚える和風な旋律をダンサブルに仕上げた「まつり」、"もえよ" というフレーズをいくつにも使い分けている歌詞が遊び心あふれる「燃えよ」、青春の一瞬のきらめきを歌うどこか切なくも爽やかな楽曲「"青春病"」など、藤井 風の魅力があらゆる方面で遺憾なく発揮された一枚。『LOVE ALL SERVE ALL』、直訳すると「全てを愛し、全てに仕えよ」。前作『HELP EVER HURT NEVER』に呼応するような、藤井 風の音楽、いや人生の哲学を一枚に凝縮したようなアルバム。ジャケットに配された彼の穏やかな笑顔を眺めていると、自然とこちらも穏やかな気持ちになってくる。とっておきの絵画のように寝室へそっと飾っておきたい、そんな一枚だ」などと称賛のコメントが寄せられた[31]。

### 受賞
| 年     | 音楽賞                             | 賞名                     | 受賞作品                 | 結果 |
| ------ | ---------------------------------- | ------------------------ | ------------------------ | ---- |
| 2022年 | SPACE SHOWER MUSIC AWARDS 2022     | BEST SOLO ARTIST         | N/A                      | 受賞 |
| 2022年 | SPACE SHOWER MUSIC AWARDS 2022     | BEST CONCEPTUAL LIVE     | N/A                      | 受賞 |
| 2022年 | SPACE SHOWER MUSIC AWARDS 2022     | PEOPLE'S CHOICE          | N/A                      | 受賞 |
| 2022年 | 2021年度芸術選奨文部科学大臣新人賞 | 大衆芸能部門             | 「きらり」「燃えよ」ほか | 受賞 |
| 2022年 | 2022 WPVR NY PINNACLE AWARD        | WORLD ALBUM OF THE YEAR  | 『LOVE ALL SERVE ALL』   | 受賞 |
| 2022年 | 2022 WPVR NY PINNACLE AWARD        | BEST SOLO ARTIST - WORLD | N/A                      | 受賞 |
| 2023年 | 第15回CDショップ大賞               | 大賞＜赤＞               | 『LOVE ALL SERVE ALL』   | 受賞 |
| 2025年 | MUSIC AWARDS JAPAN 2025            | 最優秀アルバム賞         | 『LOVE ALL SERVE ALL』   | 受賞 |

## チャートと売上

### Billboard JAPAN
2022年3月30日付（集計期間：2022年3月21日 - 3月27日）の週間アルバムセールスチャート「Top Albums Sales」で、当週142,921枚を売り上げ、首位を獲得。他にも総合アルバムチャート「Hot Albums」を構成する「Download Albums」でも1位（9,675DL）、3つ目の要素であるルックアップも1位と3指標を制覇し、「Hot Albums」総合首位となった。
2022年度年間チャートでは「Hot Albums」で13位、「Download Albums」で6位、「Top Albums Sales」で21位を獲得している。

### オリコン
オリコンアルバムデイリーで2022年3月22日（フラゲ日）より通算で5日間首位を獲得した。
リリース初週売上14.4万枚を売り上げ、2022年3月29日発表オリコンチャートの週間アルバムランキングにおいて初登場1位を獲得。藤井にとっては自身初のオリコンアルバム1位となった。初週売上14.4万枚は、ソロアーティストでは今年度最高初週売上（今年度は2021年12月27日付からスタート）。
また、この初週売上記録は、2020年5月20日リリースの1stアルバム『HELP EVER HURT NEVER』の初週売上2.1万枚を上回り、自己最高初週売上に。なお、男性ソロアーティストによる初週売上10万枚超えは、2021年6月14日付での堂本光一『PLAYFUL』以来10ヵ月ぶりとなった。2022年年間アルバムランキングでは19位を獲得している。
| チャート（2022年）           | 順位 |
| ---------------------------- | ---- |
| Hot Albums                   | 1    |
| Download Albums              | 1    |
| Top Album Sales              | 1    |
| オリコン週間アルバム         | 1    |
| オリコン週間デジタルアルバム | 1    |
| オリコン週間合算アルバム     | 1    |

| チャート（2022年）   | 順位 |
| -------------------- | ---- |
| Hot Albums           | 13   |
| Download Albums      | 6    |
| Top Albums Sales     | 21   |
| オリコン年間アルバム | 19   |

| チャート（2023年） | 順位 |
| ------------------ | ---- |
| Hot Albums         | 79   |
| Download Albums    | 30   |

| 国/地域                                             | 認定     | 認定/売上数             |
| --------------------------------------------------- | -------- | ----------------------- |
| 日本（RIAJ）                                        | プラチナ | 144,000（フィジカルCD） |
| * 認定のみに基づく売上数 ^ 認定のみに基づく出荷枚数 |          |                         |

|                | 認定（RIAJ） | 売上/再生回数     |
| きらり         | きらり       | きらり            |
| -------------- | ------------ | ----------------- |
| ダウンロード   | プラチナ     | 250,000回再生     |
| ストリーミング | ダイヤモンド | 500,000,000回再生 |
| まつり         |              |                   |
| ダウンロード   | 未公表       | -                 |
| ストリーミング | プラチナ     | 100,000,000回再生 |
| ガーデン       |              |                   |
| ダウンロード   | 未公表       | -                 |
| ストリーミング | プラチナ     | 100,000,000回再生 |
| damn           |              |                   |
| ダウンロード   | 未公表       | -                 |
| ストリーミング | プラチナ     | 100,000,000回再生 |
| 旅路           |              |                   |
| ダウンロード   | 未公表       | -                 |
| ストリーミング | ゴールド     | 50,000,000回再生  |

## 収録内容
| 全作詞・作曲: 藤井風、全編曲: Yaffle。 |                                                        |        |            |      |
| #                                      | タイトル                                               | 作詞   | 作曲・編曲 | 時間 |
| 1.                                     | 「きらり」(Kirari)                                     | 藤井風 | 藤井風     | 3:47 |
| 2.                                     | 「まつり」(Matsuri)                                    | 藤井風 | 藤井風     | 3:46 |
| 3.                                     | 「へでもねーよ (LASA edit)」(Hedemo Ne-Yo (LASA edit)) | 藤井風 | 藤井風     | 3:11 |
| 4.                                     | 「やば。」(YABA.)                                      | 藤井風 | 藤井風     | 4:12 |
| 5.                                     | 「燃えよ」(MO-EH-YO (Ignite))                          | 藤井風 | 藤井風     | 4:37 |
| 6.                                     | 「ガーデン」(Garden)                                   | 藤井風 | 藤井風     | 3:49 |
| 7.                                     | 「damn」(damn)                                         | 藤井風 | 藤井風     | 4:19 |
| 8.                                     | 「ロンリーラプソディ」(Lonely Rhapsody)                | 藤井風 | 藤井風     | 4:47 |
| 9.                                     | 「それでは、」(Bye For Now,)                           | 藤井風 | 藤井風     | 3:51 |
| 10.                                    | 「"青春病"」("Seishun Sick")                           | 藤井風 | 藤井風     | 5:24 |
| 11.                                    | 「旅路」(Tabiji)                                       | 藤井風 | 藤井風     | 4:37 |
| 合計時間:                              | 合計時間:                                              | 46:20  |            |      |

| #         | タイトル                                                             | 作詞・作曲                                                                 | 時間  |
| --------- | -------------------------------------------------------------------- | -------------------------------------------------------------------------- | ----- |
| 1.        | 「Sunny」(ボビー・ヘブのカバー曲)                                    | Bobby Hebb                                                                 | 3:09  |
| 2.        | 「No Tears Left To Cry」(アリアナ・グランデのカバー曲)               | Ariana Grande, Max Martin, Savan Kotecha, Ilya Salmanzadeh                 | 3:17  |
| 3.        | 「Hot Stuff」(ドナ・サマーのカバー曲)                                | Pete Bellotte, Harold Faltermeyer, Keith Forsey                            | 3:34  |
| 4.        | 「Sorry」(ジャスティン・ビーバーのカバー曲)                          | Justin Bieber, Michael Tucker, Sonny Moore, Justin Tranter, Julia Michaels | 2:49  |
| 5.        | 「Good As Hell」(リゾのカバー曲)                                     | Melissa Jefferson, Eric Frederic                                           | 2:37  |
| 6.        | 「Just the Two of Us」(グローヴァー・ワシントン・ジュニアのカバー曲) | Bill Withers, Ralph MacDonald, William Salter                              | 3:36  |
| 7.        | 「Weak」(SWVのカバー曲)                                              | Brian Alexander Morgan                                                     | 4:47  |
| 8.        | 「Overprotected」(ブリトニー・スピアーズのカバー曲)                  | Max Martin, Rami                                                           | 3:21  |
| 9.        | 「Teenage Dream」(ケイティ・ペリーのカバー曲)                        | Katy Perry, Lukasz Gottwald, Max Martin, Benjamin Levin, Bonnie McKee      | 4:13  |
| 10.       | 「Eh, Eh」(レディー・ガガのカバー曲)                                 | Stefani Germanotta, Martin Kierszenbaum                                    | 2:47  |
| 11.       | 「Circles」(ポスト・マローンのカバー曲)                              | Austin Post, Louis Bell, Adam Feeney, Kaan Gunesberk, Billy Walsh          | 3:17  |
| 合計時間: | 合計時間:                                                            | 合計時間:                                                                  | 37:27 |

## 楽曲解説
以下、藤井がアルバムリリース前に自身のYouTubeチャンネルで配信したListening Partyで語ったセルフライナーノーツからの抜粋を含む。

きらり
2021年5月3日にリリースされた8th配信シングルで、自身初のCMタイアップ。Honda「VEZEL」のCMのおかげで誕生し、そして今までで一番広いところまで届いてくれた曲。しかもそれが自分自身を表しているような軽くて楽しいポップソングだったことは凄くラッキーだった。より広く愛してもらえるような作品をずっと探してたから、本当にサビの歌詞の通り "どこにいたの 探してたよ" って感じ。
まつり
アルバムリリース前の2022年3月20日に配信されたリードシングル。第2のデビュー曲、とでも言ってもいいくらい今の自分にとって大切なお祝いソング。アルバム制作の最後に取りかかった曲でもあるから「今できる音楽を、今言える言葉を全部詰め込んだれ」みたいな勢いで完成させることができた。その上この先何が起きようとブレないテーマを持った曲でもあるから、もう俺の葬式ではこの曲を誰か流してほしい！
へでもねーよ (LASA edit)
オリジナルバージョンは、2020年10月29日に日本武道館にて開催されたワンマンライブ「Fujii Kaze "NAN-NAN SHOW 2020" HELP EVER HURT NEVER」にて「青春病」と共に初披露され、翌日10月30日に2曲同時にリリースされた。当時、藤井は以下のように語っている。2曲とも1stアルバムには無かったキャラの曲になりました。今回は、2曲とも戦ってます！！「へでもねーよ」はバキバキに攻めたトラックで闘ってます。「青春病」は、ポップでさわやかに、甘酸っぱく戦ってます。w
聴いてくれる人を、どんな形であれ奮い立たせられるような作品になったら何よりです。
本アルバムに収録された「へでもねーよ (LASA edit)」について藤井は、以下のように語っている。珍しく怒りのような感情から生まれた曲。その衝動をそのまま出したようなシングルver.から月日は流れ、俺の心境も変わった。このアルバムに馴染ませるためには、もう少し余裕を持って、より豊かな色彩でこの曲を再構築する必要があると思った。結果、このLASA editはあの頃の衝動もどこか俯瞰して見ているような、よりクールでアダルトな仕上がりになった。あー大人になったな〜。
やば。
「何なんw」「もうええわ」に続き、久しぶりに自分の口癖をタイトルにしてみたシリーズ。音楽的にも自分の大好きな色んな時代のR&Bにインスパイアされています。歌詞は自分が情けない自分に呆れてる感じかな。天使のような自分と悪魔のような自分が痴話喧嘩している感じです。でもまあなんとでも解釈できるから好きなように解釈してちょうだい。（あとベースとかドラムとか全ての楽器がちょっとやばい感じなんで。チェックして下さい。）
燃えよ
2021年9月4日に日産スタジアムにて開催された「Fujii Kaze "Free" Live 2021 at NISSAN stadium」で初披露され、同日にリリースされた9th配信シングル。昨年夏の日産スタジアム "Free" Liveのチーム風のテーマ曲としていたところから、Google PixelのCM曲にもなり、紅白歌合戦でも披露させて貰ったとても運と縁を持ち合わせた楽曲。このアルバムの中で1番古い曲なのかもしれない。だからもうこれからはこんな曲は書けないのかもしれない。若くてストレートで熱い曲。だからこそ今大切にしたい曲。
ガーデン
1stアルバムを出した直後、燃え尽きたようになっていた時に仕上げていたこの曲は、マイペースにでも着実に立ち上がって進む力をくれた。よく晴れた日の庭で、鮮やかな花や植物に水を上げるような風景が浮かんできて、それがすごくこのアルバムのイメージカラーに合ってる気がする。Yaffleさん徐々にゴスペルのように盛り上がるアレンジを仕上げてくれた。チルいのに崇高な、アルバムの折り返し地点となる一曲。
damn
アルバムリリース後の2022年9月30日にシングルカットされた11th配信シングル。俺のイメージでは、ノスタルジックな青春ポップ・ロックチューンって感じだったけどYaffleさんが思ったよりアーバンな感じに仕上げてくれたのは嬉しいサプライズだった。好きになったり、こじらせたり、もがいたり、自虐したりしてるけど、結局はまず自分で自分を愛していかんとね、くそ！っていう感じの、セルフラブソングとでも言いましょう。
ロンリーラプソディ
ラプソディの意味もよく知らずにつけたタイトル。でもメロディがマイペースに、自由に、漂うように進んでいくから、このタイトルは間違いではなかったと思う。夕方や夜の街を徘徊しながら、孤独に寄り添いたいという思いで仕上げていった曲。あなたのお気に入りのフレーズが一つでも見つかったら嬉しいワ。
それでは、
映画のサントラのような歌が作りたいと思っていた。そして次の曲、青春病に進む前にいったんアルバムを締めくくるようなエンディングテーマのような曲が必要だと思っていた。それら二つを両立させてくれるようなこの曲が、ある寒い夜にするすると降りて来てくれた。この煌めくようなひらめきをそのままアルバムのこの位置にぜひ添えたいと思った。
"青春病"
オリジナルバージョンは、2020年10月29日に日本武道館にて開催されたワンマンライブ「Fujii Kaze "NAN-NAN SHOW 2020" HELP EVER HURT NEVER」にて「へでもねーよ」と共に初披露され、翌日10月30日に2曲同時にリリースされた。大好きだから、思い入れが強いから、この曲の置き場所には特に慎重になった。でもやっぱりこの曲にはエンドロールのように、終われない映画のように、アルバムの終盤でもがいていてほしいと思った。乗り越えたと思ったのに、またかかってしまう青春病は、こんな風に忘れたころにやってくるのかも知れない。
旅路
2021年1月21日に放送開始されたテレビ朝日系木曜ドラマ『にじいろカルテ』主題歌であり、3月1日にリリースされた7th配信シングル。初めてのドラマタイアップとして書き下ろしたこの曲は、いつの間にかライブの一番最後に歌うほど大切な曲になっていた。いろいろあるけど、きっといつかすべてを愛すだろう。"LOVE ALL SERVE ALL" という大きなテーマに向かってみんなでぼちぼち歩いていく。この曲はそんなふうにゆるく、温かく、田舎の道を照らす夕陽のようにこのアルバムを締めくくってくれている。

## クレジット
- 藤井風：Vocals, Piano, Synthesizer
- 裕木レオン：Drums (#6, 10)
- 上原俊亮：Drums (#4, 7)
- 小林修己：Electric Bass (#4, 6, 8, 10)
- 勝矢匠：Double Bass (#7)
- 大月文太：Electric Guitar (#1, 8, 11), Acoustic Guitar (#8)
- DURAN：Electric Guitar (#10)
- 福岡たかし：Percussion (#5, 10)
- 小寺里奈、矢野小百合：1st Violin (#9, 10)
- 吉田翔平、遠藤雄一：1st Violin (#9)
- 冲祥子、村井俊朗、亀田夏絵：2nd Violin (#9)
- 菊池幹代：Viola (#9, 10)
- 島岡智子、舘泉礼一：Viola (#9)
- 堀沢真己、今井香織：Cello (#9)
- 水野由紀：Cello (#9, 10)
- 竹下欣伸、一本茂樹、赤池光治：Contrabass (#9)
- 玉置ひかり：篠笛 (#2)
- 長谷川将山：尺八 (#3)

## LOVE ALL COVER ALL
『LOVE ALL COVER ALL』（ラヴ・オール・カヴァー・オール）は、日本のシンガーソングライター・藤井風の2作目のカバーアルバム。2023年2月17日にHEHN RECORDS / ユニバーサルミュージックより発売された。

### 概要
2ndアルバム『LOVE ALL SERVE ALL』の初回盤に特典としてピアノ弾き語りによる洋楽カバー11曲が収録されたボーナスディスクであり、2023年2月17日にデジタルリリースされた。また同日、2022年10月15日・16日に大阪・Panasonic Stadium Suitaにて開催された「Fujii Kaze LOVE ALL SERVE ALL STADIUM LIVE」が、3月10日よりNetflixで世界配信されることが発表された。
3rd EP『へでもねーよ EP』、4th EP『青春病 EP』に収録された、ジャスティン・ビーバー「Sorry」、ケイティ・ペリー「Teenage Dream」に加え、SWV「Weak」、ブリトニー・スピアーズ「Overprotected」など、バラエティに富んだ洋楽ヒットナンバーが11曲並んでいる。
2022年3月26日には、アルバムリリースを記念し、スペースシャワーTVにて、特別番組『V.I.P. －藤井 風－ LOVE ALL "COVER" ALL SPECIAL』が放送され、藤井本人による演奏や、収録曲との出会いやアレンジに込めた思いを語る様子が届けられた。インタビュアーには、藤井との共演経験もあるFM802のDJ・飯室大吾が務めた。
2023年3月30日に出版された「オフィシャル・ピアノスコア 藤井 風「LOVE ALL SERVE ALL」」には、本アルバムより「Weak」「Overprotected」「Eh, Eh」の3曲が、ボーナススコアとして収録された。

### 収録内容
1. Sunny（ボビー・ヘブのカバー曲）
2. No Tears Left To Cry（アリアナ・グランデのカバー曲）
3. Hot Stuff（ドナ・サマーのカバー曲）
4. Sorry（ジャスティン・ビーバーのカバー曲）
5. Good As Hell（リゾのカバー曲）
6. Just the Two of Us（グローヴァー・ワシントン・ジュニアのカバー曲）
7. Weak（SWVのカバー曲）
8. Overprotected（ブリトニー・スピアーズのカバー曲）
9. Teenage Dream（ケイティ・ペリーのカバー曲）
10. Eh, Eh（レディー・ガガのカバー曲）
11. Circles（ポスト・マローンのカバー曲）

## Fujii Kaze "LOVE ALL ARENA TOUR"
「Fujii Kaze "LOVE ALL ARENA TOUR"」（ふじい かぜ "ラヴ・オール・アリーナ・ツアー"）は、日本のシンガーソングライター・藤井風が2022年12月17日から2023年2月15日にかけて開催したアリーナツアー。

### 概要
2022年6月14日、2022年から2023年にかけて全国アリーナツアーを開催することが発表された。なお、発表時のツアータイトルは「ARENA TOUR 2022-2023」であった。
イベント開催に関するガイドライン改訂に伴い、本ツアーではマスク着用の上での公演中のコール&レスポンスなど、一時的な声出しが許可された。
本ツアーのグッズ販売は「Fujii Kaze LOVE ALL SERVE ALL STADIUM LIVE」同様、長時間に及ぶ混雑緩和を目的として、LINEを利用した物販整理券（抽選）が導入された。公演のLINEアカウントを追加することで確認することができる。「Fujii Kaze LOVE ALL SERVE ALL STADIUM LIVE」で販売されたオフィシャルグッズの一部が本ツアーでも販売された。
本ツアーでは、全公演で「何なんw」のみで、スマートフォン・携帯電話での写真・動画撮影が許可された。
2023年1月14日・15日に行われたさいたまスーパーアリーナ公演では、2日間で7万4000人が来場し、同所の史上最大動員数となった。全国8都市で行われた全16公演は、計21万人を動員した。

### メンバー
- 藤井風 - ボーカル、ピアノ
- TAIKING（Suchmos）- ギター
- 小林修己 - ベース
- 上原俊亮 - ドラムス
- Yaffle - キーボード
- 佐治宣英 - ドラムス[注釈 1]

### 日程
| 公演日 | 公演日   | 公演日 | 都市             | 会場                                     |
| 年     | 月日     | 曜日   | 都市             | 会場                                     |
| ------ | -------- | ------ | ---------------- | ---------------------------------------- |
| 2022年 | 12月17日 | 土曜   | 宮城県宮城郡     | 宮城セキスイハイムスーパーアリーナ       |
| 2022年 | 12月18日 | 日曜   | 宮城県宮城郡     | 宮城セキスイハイムスーパーアリーナ       |
| 2023年 | 1月4日   | 水曜   | 福岡県福岡市     | 福岡マリンメッセA館                      |
| 2023年 | 1月5日   | 木曜   | 福岡県福岡市     | 福岡マリンメッセA館                      |
| 2023年 | 1月14日  | 土曜   | 埼玉県さいたま市 | さいたまスーパーアリーナスタジアムモード |
| 2023年 | 1月15日  | 日曜   | 埼玉県さいたま市 | さいたまスーパーアリーナスタジアムモード |
| 2023年 | 1月21日  | 土曜   | 愛知県名古屋市   | ポートメッセなごや 新1号館               |
| 2023年 | 1月22日  | 日曜   | 愛知県名古屋市   | ポートメッセなごや 新1号館               |
| 2023年 | 1月28日  | 土曜   | 福井県越前市     | サンドーム福井                           |
| 2023年 | 1月29日  | 日曜   | 福井県越前市     | サンドーム福井                           |
| 2023年 | 2月3日   | 金曜   | 徳島県徳島市     | アスティとくしま                         |
| 2023年 | 2月4日   | 土曜   | 徳島県徳島市     | アスティとくしま                         |
| 2023年 | 2月7日   | 火曜   | 大阪府大阪市     | 大阪城ホール                             |
| 2023年 | 2月8日   | 水曜   | 大阪府大阪市     | 大阪城ホール                             |
| 2023年 | 2月14日  | 火曜   | 神奈川県横浜市   | 横浜アリーナ                             |
| 2023年 | 2月15日  | 水曜   | 神奈川県横浜市   | 横浜アリーナ                             |

## タイアップ
| 年     | タイトル | タイアップ先                                                            |
| ------ | -------- | ----------------------------------------------------------------------- |
| 2021年 | 旅路     | テレビ朝日系木曜ドラマ『にじいろカルテ』主題歌                          |
| 2021年 | きらり   | Honda「VEZEL」CMソング                                                  |
| 2021年 | 燃えよ   | Google特別企画「Fujii Kaze + Google Pixel #じぶんらしく燃えよ」実施楽曲 |
| 2023年 | ガーデン | ネイチャーラボ「ランドリン」CMソング                                    |

## テレビ披露
| 出演日         | タイトル | 番組名                   | 放送局  |
| -------------- | -------- | ------------------------ | ------- |
| 2021年12月31日 | きらり   | 第72回NHK紅白歌合戦      | NHK総合 |
| 2021年12月31日 | 燃えよ   | 第72回NHK紅白歌合戦      | NHK総合 |
| 2024年3月16日  | まつり   | tiny desk concerts JAPAN | NHK総合 |
| 2024年3月16日  | ガーデン | tiny desk concerts JAPAN | NHK総合 |
| 2024年3月16日  | damn     | tiny desk concerts JAPAN | NHK総合 |
| 2024年3月16日  | きらり   | tiny desk concerts JAPAN | NHK総合 |